# 西扬
西扬（法語：Syens）是瑞士联邦西部法语区的沃州下设的一个镇。在行政上属于布罗瓦-维利区管辖。西扬的总面积为2.52平方公里。截至2010年底，总人口为125。